# Ericales
Ericales is de botanische naam van een orde van tweezaadlobbige planten: de naam is gevormd uit de familienaam Ericaceae.
Moderne plantentaxonomen, zoals de Angiosperm Phylogeny Group, plaatsen de orde in de "asterids" (in de 23e druk van de Heukels vertaald met Asteriden). Er is geen exacte overeenstemming over de samenstelling van de orde.

## APG II
Het APG II-systeem (2003) hanteert de volgende omschrijving:
- orde Ericales
  - familie Actinidiaceae (Kiwifamilie)
  - familie Balsaminaceae (Balsemienfamilie)
  - familie Clethraceae
  - familie Cyrillaceae
  - familie Diapensiaceae
  - familie Ebenaceae
  - familie Ericaceae (Heidefamilie)
  - familie Fouquieriaceae
  - familie Lecythidaceae
  - familie Maesaceae
  - familie Marcgraviaceae
  - familie Myrsinaceae
  - familie Pentaphylacaceae

[+ familie Ternstroemiaceae ]
[+ familie Sladeniaceae ]
  - familie Polemoniaceae (Vlambloemfamilie)
  - familie Primulaceae (Sleutelbloemfamilie)
  - familie Roridulaceae
  - familie Sapotaceae
  - familie Sarraceniaceae
  - familie Styracaceae
  - familie Symplocaceae
  - familie Tetrameristaceae

[+ familie Pellicieraceae ]
  - familie Theaceae
  - familie Theophrastaceae

waarbij de families tussen "[+ ...]" optioneel zijn, desgewenst af te splitsen
Als de orde op deze wijze omschreven wordt is zij zeer variabel en eigenlijk niet te karakteriseren: de Ericales zijn een orde met een kosmopolitische verspreiding. Het verspreidingsgebied van de families varieert sterk - terwijl sommige soorten aan de tropen gebonden zijn, komen andere alleen in poolgebieden of gematigde zones voor. De gehele orde bevat meer dan 8000 soorten, waarvan de (uitgebreide) familie Ericaceae er 2000-4000 voor hun rekening nemen.
De meest belangrijke plant in economisch opzicht is zonder twijfel de theeplant (Camellia sinensis) uit familie Theaceae. De orde bevat ook een aantal eetbare vruchten als de kiwi (Actinidia deliciosa), de kaki (Diospyros kaki).
Opmerkelijk is dat sommige families in deze orde bekendstaan vanwege hun uitzonderlijk vermogen om aluminium te verzamelen (Jansen et al., 2004).

## Na APG II
De gedachtevorming over de samenstelling van de orde is niet gestopt met de publicatie van APG II, maar gaat door. De omschrijving zoals voorgesteld op de Angiosperm Phylogeny Website [geraadpleegd op 20 feb 2007] is een iets andere dan die in APG II.

## APG (1998)
De samenstelling in APG II (2003) is een lichte verandering ten opzichte van het APG-systeem (1998), dat deze omschrijving hanteerde:
- orde Ericales
  - familie Actinidiaceae
  - familie Balsaminaceae
  - familie Clethraceae
  - familie Cyrillaceae
  - familie Diapensiaceae
  - familie Ebenaceae
  - familie Ericaceae
  - familie Fouquieriaceae
  - familie Halesiaceae
  - familie Lecythidaceae
  - familie Marcgraviaceae
  - familie Myrsinaceae
  - familie Pellicieraceae
  - familie Polemoniaceae
  - familie Primulaceae
  - familie Roridulaceae
  - familie Sapotaceae
  - familie Sarraceniaceae
  - familie Styracaceae
  - familie Symplocaceae
  - familie Tetrameristaceae
  - familie Theaceae
  - familie Theophrastaceae

## Cronquist
Het Cronquist-systeem (1981) plaatste de orde in de onderklasse Dilleniidae en hanteerde deze omschrijving:
- orde Ericales
  - familie Clethraceae
  - familie Cyrillaceae
  - familie Empetraceae
  - familie Epacridaceae
  - familie Ericaceae
  - familie Grubbiaceae
  - familie Monotropaceae
  - familie Pyrolaceae

Merk op dat de Empetraceae, Epacridaceae, Monotropaceae en Pyrolaceae in APG II ingevoegd zijn bij de familie Ericaceae (en dus nog steeds deel uitmaken van deze orde).
Op deze manier omschreven kan de orde gekenmerkt worden als:
- Overwegend houtig: halfstruiken of struiken, soms kleine bomen.
- Komen vaak op zure standplaatsen.
- Xeromorf gebouwd.
- Vaak met mycorrhiza, dus symbiotisch met schimmels levend
- Bloemdek meestal vijftallig
- Kroonbladeren vaak vergroeid

Mycorrhiza worden vaak met Ericales geassocieerd. Inderdaad is deze symbiose met de schimmels heel gewoon onder de vertegenwoordigers van deze orde. Drie types mycorrhiza komen zelfs uitsluitend onder de Ericales voor: namelijk ericoïde, arbutoïde en monotropoïde mycorrhiza.
Veel soorten in de orde Ericales worden vanwege hun bloemen gekweekt.